# オ・レ・アオ・オ・レ・マーロー
オ・レ・アオ・オ・レ・マーロー（サモア語: O le Ao o le Mālō）は、サモア独立国の元首。日本語では「国家元首」または「元首」と訳される。

## 概要
1960年10月28日に起草され、1962年1月1日のサモア独立国（1997年7月3日までは「西サモア独立国」と称した）の独立とともに施行された憲法が定める国家元首の称号である。
サモア語の ao は「頭」を意味し、 mālō は「政府」「王国」を意味する。 o は所有格を意味する前置詞、 le は定冠詞である。つまり、 O le Ao o le Mālō は、政府・国家などの長であることを意味し、英語の the Head of the State にそのまま相当することばである。日本語では「国家元首」または「元首」と訳す。英語での敬称はHis Highness（殿下）であり、日本政府の官報などでも「国家元首殿下」と記載されていた。ただし2024年時点では日本外務省は「閣下」の敬称を用いている。
なお、 O le Ao o le Mālō はあくまでも固有名詞であって、国家元首 (a head of state) という普通名詞に置き換えるのは誤りである。サモア憲法の正文は英語で書かれているが、国家元首の正式の称号は、サモア語の発音を忠実になぞった O le Ao o le Mālō であることが明記されている。なお、憲法が「国家元首」に言及する際には the Head of State と大文字で記す。また、 ao はともに短母音であるので「アオ」であり、mālō はともに長母音であるので「マーロー」である。サモア語では両者は明確に区別される。
オ・レ・アオ・オ・レ・マーローは、サモアの立法議会が選挙により選出する。定員は1名。任期は5年。再選は禁止されていない。また、オ・レ・アオ・オ・レ・マーローの欠缺・責任能力の喪失・外遊などの不在に際して国家元首の職務を代行するため、定員3名以内の代表者会議が設置される。代表者会議の構成員は立法議会が選挙により選出する。憲法の規定上は、立法議会の被選挙権を有する者（基本的に、伝統的指導者層である首長（マタイ、matai）身分の者）はすべて、オ・レ・アオ・オ・レ・マーローの被選挙権を有するが、実際には、サモア社会において特別に高い権威を有する4人の大首長の中から選ばれることが当然とみなされている。4人の大首長の地位は、総称してタマ・ア・アイガと呼ばれ、いずれも特定の家系による世襲であり、それぞれ独自に、マリエトア (Malietoa) 、トゥプア・タマセセ (Tupua Tamasese) 、マタッアファ (Mata'afa) 、トゥイマレアリッイファノ (Tuimaleali'ifano) という世襲の称号を名乗っている。

## 経緯
独立以前のサモアは、ニュージーランドを施政権者とする国際連合の信託統治領であった。施政の最高責任者はニュージーランドから派遣される高等弁務官であったが、タマ・ア・アイガのうち2名が選ばれて高等弁務官の顧問（サモア語でファウトゥア、Fautua）となって補佐したほか、高等弁務官とタマ・ア・アイガ2名からなる国務会議が設置されて、事実上の国家元首の地位を代行する体制が整えられた。このときタマ・ア・アイガから選ばれたのは、トゥプア・タマセセ・メアッオレ及びマリエトア・タヌマフィリ2世の2名であった。
独立後の国家元首の地位については、この両者の独立に対する大きな貢献を評価するかたちで、憲法にトゥプア・タマセセ・メアッオレ及びマリエトア・タヌマフィリ2世という特定個人のための特別規定（第17条）が設けられた。定員1名・選挙制・任期5年といった一般規定（第16条・第18条・第19条など）にかかわらず、両者は独立の日をもって共同で国家元首の地位に就き、ともにまたはおのおの「オ・レ・アオ・オ・レ・マーロー」と称すること、任期を定めず死亡・辞任・罷免までその地位にとどまること、一方がその地位を失っても他方は単独で引き続きその地位にとどまることが規定された。1962年1月1日の独立とともにこの規定に従い両者は共同でオ・レ・アオ・オ・レ・マーローに就任した。ちなみに、独立時に首相に就任したのはやはりタマ・ア・アイガのひとりで、1959年10月1日から引き続き在任していたフィアメ・マタアッファ・ファウムイナ・ムリヌッウ2世であった。
2人のオ・レ・アオ・オ・レ・マーローのうち、トゥプア・タマセセ・メアッオレは独立の翌年の1963年4月5日に死去した。マリエトア・タヌマフィリ2世は憲法の規定に従ってその地位にとどまり、2007年5月11日に94歳の高齢で死去するまで約44年間にわたって単独でオ・レ・アオ・オ・レ・マーローを務めた。
マリエトア・タヌマフィリ2世が死去したとき、国家元首不在時の代行を務める代表者会議の構成員は、いずれもタマ・ア・アイガであるトゥイアトゥア・トゥプア・タマセセ・エフィとトゥイマレアリッイファノ・スアラウヴィ2世の2名であった。当時マタッアファは空位であり、両者が後継国家元首の最有力候補とみなされた。その後行われた選挙では、独立時の共同国家元首トゥプア・タマセセ・メアッオレの子息であり、かつて首相を務めた経験もあるトゥイアトゥア・トゥプア・タマセセ・エフィが選出され、独立後初めて選挙で選ばれたオ・レ・アオ・オ・レ・マーローとして2007年6月20日に就任した。

## 憲法上の権限及び義務
- 国家元首の職務以外に、利益をともなう職・報酬を受ける職を兼ねることができない（第20条）。
- 一定の事由が満たされた場合に、立法議会によって罷免される（第21条）。
- 憲法に別段の定めがある場合を除き、内閣・首相・担当閣僚の助言に基づいて職務を遂行する（第26条）。
- 国璽を保管しかつ使用する（第29条）。
- 行政権は国家元首に属し、国家元首によって行使される（第31条）。
- 国会議員の過半数の信任を得た国会議員を首相に任命する（第32条）。
- 首相の助言に基づき、8人以上12人以下の国会議員を大臣に任命する（同条）。
- 首相が国会議員の地位を失うとき、立法議会が内閣不信任を議決したときなど、一定の事由が満たされた場合に、首相の任期を終了させる（第33条）。
- 首相・閣僚とともに執行評議会を構成する（第39条）。
- 首相の助言に基づき、司法長官を任命する（第41条）。
- 立法議会とともに国会を構成する（第42条）。
- 立法議会を招集する（第52条）。
- 立法議会を通過した法案に同意を与えて法律としての効力を与える。また、首相の助言に基づき、拒否権を行使する（第60条）。
- 立法議会を解散する（第63条）。
- 首相の助言に基づき、最高裁判所の首席裁判官を任命する（第65条）。
- 首相の助言に基づき、人事委員会の委員（3人以内）を任命し、そのうちのひとりを委員長に任命する（第84条）。
- 国家元首が署名した支払命令書によらなければ、国庫からの金銭の支出は行われない（第93条）。
- 首相の助言に基づき、会計検査院長を任命する（第97条）。
- 内閣に意見を照会したうえで、非常事態を布告する（第105条）。
- 非常事態の布告が有効であるあいだ、独自の判断で緊急命令を発する（第106条）。
- 恩赦を与える（第110条）。

## 就任時の宣誓
憲法第28条及び同付則第三第1条の規定に基づき、オ・レ・アオ・オ・レ・マーローは、その就任に先立ち、最高裁判所の首席裁判官の面前において、次の宣誓を行い、かつ宣誓書に署名することになっている。文言中の「神」はキリスト教の神 (God) である。
「私……は、国家元首の地位の威厳を保ち、憲法及び法に従い、サモア独立国の統治における私の義務を公正かつ忠実に遂行することを、全能の神にかけて誓います。以上の言葉に相違ありません。」

## オ・レ・アオ・オ・レ・マーローの一覧
| 代   | 元首                                                                                  | 元首 | 出身家                   | 無所属 | 期                            | 在任期間                      | 在任期間     | 備考                          |
| ---- | ------------------------------------------------------------------------------------- | ---- | ------------------------ | ------ | ----------------------------- | ----------------------------- | ------------ | ----------------------------- |
| 001  | トゥプア・タマセセ・メアッオレ Tupua Tamasese Mea'ole                                 |      | トゥプア・タマセセ       | 無所属 | －                            | 1962年1月1日 - 1963年4月5日   | 1年 + 94日   | 在任中に死去                  |
| 001  | マリエトア・タヌマフィリ2世 Malietoa Tanumafili II                                    |      | マリエトア               | 無所属 | －                            | 1962年1月1日 - 2007年5月11日  | 45年 + 130日 | 在任中に死去                  |
| 00－ | トゥイアトゥア・トゥプア・タマセセ・エフィ Tui Atua Tupua Tamasese Efi                |      | トゥプア・タマセセ       | 無所属 | －                            | 2007年5月11日 - 2007年6月20日 | 40日         | 元首代行 （代表者会議構成員） |
| 00－ | トゥイマレアリッイファノ・スアラウヴィ2世 Tuimaleali'ifano Va'aleto'a Eti Sualauvi II |      | トゥイマレアリッイファノ | 無所属 | －                            | 2007年5月11日 - 2007年6月20日 | 40日         | 元首代行 （代表者会議構成員） |
| 002  | トゥイアトゥア・トゥプア・タマセセ・エフィ Tui Atua Tupua Tamasese Efi                |      | トゥプア・タマセセ       | 無所属 | 1                             | 2007年6月20日 - 2012年7月27日 | 10年 + 31日  |                               |
| 002  | トゥイアトゥア・トゥプア・タマセセ・エフィ Tui Atua Tupua Tamasese Efi                | 2    | トゥプア・タマセセ       | 無所属 | 2012年7月27日 - 2017年7月21日 |                               | 10年 + 31日  |                               |
| 003  | トゥイマレアリッイファノ・スアラウヴィ2世 Tuimaleali'ifano Va'aleto'a Eti Sualauvi II |      | トゥイマレアリッイファノ | 無所属 | 3                             | 2017年7月21日 - 2022年8月23日 | 7年 + 234日  |                               |
| 003  | トゥイマレアリッイファノ・スアラウヴィ2世 Tuimaleali'ifano Va'aleto'a Eti Sualauvi II | 4    | トゥイマレアリッイファノ | 無所属 | 2022年8月23日 - （現職）      |                               | 7年 + 234日  |                               |